# Orthogonioptilum vestigiata
Orthogonioptilum vestigiata är en fjärilsart som beskrevs av Holland 1893. Orthogonioptilum vestigiata ingår i släktet Orthogonioptilum och familjen påfågelsspinnare. Inga underarter finns listade i Catalogue of Life.